# 13기 국기전
16기 국기전은 한국기원 소속 전문기사들이 참가하여 경향신문이 주최하는 국내 바둑 기전이다. 도전5번기 에서는 도전자 이창호 六단이 국기 통산 3회 우승자 서봉수 九단을 3대 1로 꺾고 우승하며 단일기전 최초로 타이틀을 획득했다.

### 참가자격
- 한국기원 소속 전문기사

### 대국방법
- 제한시간 : 예선 및 본선 3시간 ,도전자결정전 4시간, 도전 5번기 5시간
- 덤 : 5집반(0.5집승)

## 대국 결과
| 대진     | 연도   | 대국일자  | 승자        | 패자        | 결과              | 기보 |
| -------- | ------ | --------- | ----------- | ----------- | ----------------- | ---- |
| 도전 1국 | 1993년 | 10월 20일 | 이창호 六단 | 서봉수 九단 | 247수 백 13집반승 |      |
| 도전 2국 | 1993년 | 10월 30일 | 서봉수 九단 | 이창호 六단 | 138수 백 불계승   |      |
| 도전 3국 | 1993년 | 11월 12일 | 이창호 六단 | 서봉수 九단 | 152수 백 불계승   |      |
| 도전 4국 | 1993년 | 11월 2일  | 이창호 六단 | 서봉수 九단 | 240수 흑 2집반승  |      |
| 도전 5국 | 1993년 | 12월 4일  |             |             |                   |      |

## 특이 사항
이창호 六단 단일기전 타이틀 우승, 서봉수 무관전락 